# Langue des signes québécoise
Pour les articles homonymes, voir LSQ.
La langue des signes québécoise (LSQ) est la langue principale utilisée dans les communautés sourdes du Québec. Malgré son nom, la LSQ se retrouve hors du Québec. Étant membre de la famille francosigne, elle est surtout apparentée à la langue des signes française (LSF). La LSQ tire son origine du contact entre la LSF et la langue des signes américaine (ASL). Bien que beaucoup de mots et d'emprunts au français se trouvent souvent dans la LSQ, elle est loin d'être une langue créole. À côté de la LSQ, le français signé et le pidgin français-LSQ existent aussi.
La LSQ trouve son origine en 1850 chez certaines communautés religieuses enseignant aux enfants sourds du Québec. Malgré l'adoption et l'imposition de la méthode orale ou de l'oralisme[Quoi ?] en 1879 à l'Institution des Sourdes-Muettes et en 1880 à l'Institution des Sourds-Muets, l'usage de la LSQ parmi les communautés sourdes s'accroît toujours. Malgré ses avancées, en raison d'utilisation des gloses françaises pour écrire la LSQ ainsi que d'une absence d'instruction dans les programmes d'enseignement[Quoi ?], il existe toujours parmi les communautés d'entendants un grand nombre d'idées fausses sur la surdité et la langue.

## Histoire

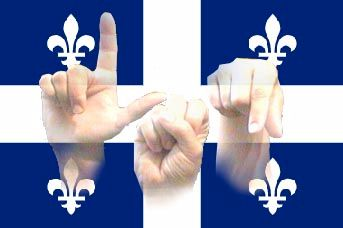
Drapeau du Québec, avec les lettres L, S et Q de l'alphabet français manuel de la LSQ

La LSQ tire ses origines de la LSF et de l'ASL dans le XIXe siècle[réf. souhaitée]. 
Au Québec, les membres des communautés religieuses étaient les premiers à enseigner la langue des signes. Les sœurs enseignaient aux filles et les clercs de Saint-Viateur enseignaient aux garçons dans des établissements différents. Cependant, lorsque les personnes sourdes se sont mises à communiquer entre elles à la création de l'Institut des sourds de Montréal (ISM), elles se sont rendu compte qu'elles avaient reçu un enseignement différent, selon s’il provenait des sœurs ou des frères. Il a donc fallu standardiser la LSQ.
En effet, la provenance des signes n'était pas la même. Les sœurs avaient une formation américaine qui ressemblait à celle de la langue des signes américaine alors que les clercs de Saint-Viateur avaient une formation française. De plus, les religieuses jugeant que plusieurs signes étaient osés, en ont donc modifié certains pour que les filles puissent signer avec dignité. En effet, ces signes se faisaient près de (ou sur) la poitrine. En outre, elles enseignaient aux filles les mois de l'année en signes représentant la religion. Ainsi, au lieu de signer le mois de mai : m-a-i, comme chez les garçons, on faisait le signe de « Marie » (le mois de mai étant le mois de Marie).
Au Québec, les premiers cours de signes, « le français signé », ont été donnés au début des années 1970. À l'été 1980, alors que la langue gestuelle du Québec avait jusque-là été appelée « Langue canadienne française des signes », Julie Élaine Roy et Paul Bourcier se sont rendus au collège Gallaudet et sont revenus avec des outils de réflexion sur la langue des signes au Québec. Dès l’automne suivant, Raymond Dewar, professeur à l’école secondaire Lucien-Pagé s’est joint à eux. C’est la naissance de l’enseignement de ce qui est aujourd’hui la langue des signes québécoise (LSQ).
En 1981, les cours de signes sont donnés à l'Institution des sourds de Montréal. À cette époque, il n’existait pas encore de programme d’enseignement. En effet, c’était les trois enseignants de l’école Lucien-Pagé qui encadraient les nouveaux venus et leur donnaient leur formation. L’équipe pédagogique, quant à elle était composée aussi bien de professeurs entendants que de professeurs sourds et ce, jusqu’en 1983. Depuis cette année-là il n’y a plus eu que des professeurs sourds. En 1984, L’ISM change de nom et devient l’Institut Raymond-Dewar. Ainsi, au Québec, comme en France et ailleurs, ce sont les professeurs sourds qui développèrent leur connaissance de la LSQ et leur pédagogie.

## Culture
La LSQ est une langue où les gestes-signes, grâce à son propre vocabulaire, signifient des mots. Les gestes des mains et des bras remplacent les sons du langage oral. Les messages sont reçus à travers les yeux et non les oreilles. Les mimiques du visage ainsi que la position du corps aident au langage. En effet, la LSQ utilise les mains, les bras, la tête, le tronc et l’expression du visage pour produire les signes et former des phrases. Les sourds peuvent donc exprimer plusieurs éléments en même temps. La langue des signes possède donc une grammaire et une syntaxe qui lui sont propres. La personne qui signe est un signeur. Son partenaire conversationnel1doit le regarder pour prendre connaissance du message.
Cependant, les gestes ne sont pas universels. Ils sont différents d’un pays à un autre, et plus précisément d’une communauté à une autre. Tout comme pour les entendants, les signes d’argot qu’utilisent les jeunes sourds sont parfois inconnus des signes utilisés par les adultes.
La langue des signes québécoise (LSQ) est une langue à part entière tout comme le français ou l'anglais. En décembre 2016, le gouvernement fédéral envisageait de désigner la langue des signes comme troisième langue officielle au Canada.

### Les valeurs
Les mains et les yeux sont très importants pour les Sourds ; ils sont « sacrés ». Les institutions et l’histoire tiennent aussi une grande place.

### Les règles et comportements
Voici quelques règles et comportements adoptés par les sourds :
- Toujours se parler en se faisant face ;
- Avoir des avertisseurs lumineux pour le téléphone et la porte ;
- Dans un restaurant, choisir une table éclairée ;
- Enlever de la table les objets (pot de fleurs etc.) qui empêchent une bonne vision ;
- Avertir lorsque l'on quitte ;
- Avertir une personne sourde en lui tapant sur l'épaule ou en agitant la main si elle est loin.

## Caractéristiques
La LSQ est liée à la langue des signes française.

## Utilisation
Dans le Nord du Québec, les personnes sourdes utilisent la langue des signes américaine et certains utilisent le français signé. En raison de la séparation des sexes dans l'enseignement dispensé aux personnes sourdes ou malentendantes, les hommes et les femmes utilisent une forme quelque peu différente de la LSQ. La forme qu'utilisent les femmes est davantage influencée par la langue des signes américaine (ASL) et la forme qu'utilisent les hommes, par la langue des signes française. Il est rare pour un enfant d'apprendre à la fois la LSQ et l'ASL. Certaines personnes utilisent les deux au travail. Les Québécois de milieux anglophones apprennent plus généralement l'ASL.